# Vrhpolje pri Kamniku
Vrhpolje pri Kamniku je naselje v Občini Kamnik.

## Zgodovina
V arhivskih listinah se Vrhpolje omenja leta 1496 kot deželnoknežja posest, popisana v vicedomskem urbarju iz tega leta.